# Абатство Афлигем
Абатство Афлигем (на нидерландски: Abdij van Affligem) е бенедиктинско абатство, в гр.Афлигем, окръг Хале-Вилворде, провинция Фламандски Брабант, Централна Белгия.

## История
Абатство Афлигем е основано през 1062 г. от шестима рицари, разкаяли се от насилническия си начин на живот. Сред основателите са Херман II, граф на Палатин и Лотарингия (1061 – 1085) и неговият настойник, Ано II, архиепископ на Кьолн († 1075). През 1083 г. е издигната църква посветена на Свети Петър. През 1085 г. монасите възприемат Устава на Свети Бенедикт, а през 1086 г. общността придобива статут на абатство.
През 1523 г. абатството се присъединява към Конгрегацията Bursfelde – обединение на немските бенедиктински манастири, формирано през ХV век с цел по-стриктно спазване на бенедиктинските правила. През 1569 г. архиепископът на Мехелен става представителен абат и упражнява властта си чрез декан, институция, която се запазва до унищожаването на абатството през 1796 г.
По време на Френската революция областта е завзета от френски революционни войски, и част от абатските сгради са разрушени. Всички имоти на църквата и нейните ордени и манастири, са конфискувани, и през 1796 г. монасите са принудени да напуснат абатството.
През 1869/70 г., абатството е възстановено. Днес Абатство Афлигем е действащ мъжки католически манастир – част от Бенедиктинския орден. През 2010 г. монашеското братство брои 18 монаси.

## БираАфлигем
В абатството варят бира още през Средните векове. През 1574 г. в абатството съществува пивоварна. Бирата се прави от монасите за нуждите на абатството и неговите гости, но впоследствие е пусната в продажба на пазара за да се подпомогне финансовата издръжка на религиозната общност. По време на Втората световна война пивоварната на абатството е разрушена от германските войски. След края на войната монасите възлагат производството на бира на близката пивоварна Brouwerij De Smedt в Опвейк, Централна Белгия. Предвид нарастващия международен успех на търговската марка „Афлигем“, през 2000 г. пивоварната е придобита от холандската корпорация „Хайнекен“ и е преименувана на Affligem Brouwerij.
Абатството получава парични отчисления за използване на търговската марка и наименованието Affligem. Бирата е сертифицирана от Съюза на белгийските пивовари като „призната белгийска абатска бира“ (Erkend Belgisch Abdijbier) и може да носи лого, изобразяващо стилизирана чаша с кафява бира, вписана в готически прозорец-арка.